# Mark Taylor (produttore discografico)
Mark Taylor (...) è un produttore discografico britannico vincitore di Grammy Award.
Ha prodotto e scritto canzoni per artisti come  Cher, Enrique Iglesias, Britney Spears, James Morrison, Nelly Furtado, Pussycat Dolls, Lionel Richie, Daniel Bedingfield, The Ordinary Boys, Diana Ross, Rod Stewart, Tina Turner, Kylie Minogue, vendendo oltre 50 milioni di dischi.
È forse più degno di nota per il suo lavoro del 1998 con Cher per l'album Believe, che vendette oltre 20 milioni di copie in tutto il mondo.